# Xolidayboy
Xolidayboy (настоящее имя — Ива́н Оле́гович Мина́ев, также известен как Иван Ржевский; род. 2 мая 2000, Севастополь) — российский тиктокер и певец. Впервые стал известен из-за видеороликов в TikTok, в которых выстроил себе образ, используя макияж, цветные линзы и накрашенные ногти. Через некоторое время начал музыкальную карьеру с помощью своей страницы в TikTok.

## Биография и творчество
Родился 2 мая 2000 года (по собственным утверждениям) или 16 июня 2000 года (по данным различных СМИ), в Севастополе. В раннем возрасте ходил на уроки гитары, вокала и фортепиано, а также с отличием закончил музыкальную школу.
В 2020 году переехал в Москву и начал публиковать видео в TikTok под псевдонимом Xolidayboy. Образ блогера отличался использованием макияжа, цветных линз, а также накрашенных ногтей. Помимо этого, в видеороликах Ржевского в большом количестве использовался чёрный юмор.
В феврале 2021 года начал музыкальную карьеру, выпустив песню «Помоги», однако первую известность ему принёс сингл, выпущенный следом, в апреле того же года, под названием «Мармеладный дом». Под этот трек в TikTok было записано более 67 тысяч видеороликов. По состоянию на июнь 2022 года имеет 16 синглов, один из которых на ноябрь 2022 года входит в мировые чарты Shazam и территориальные чарты других стриминговых сервисов, а также один долгоиграющий студийный альбом.
В начале ноября 2023 года в аэропорту Минеральных Вод получил повестку в военкомат.

## Личная жизнь
19 июля 2023 года на канале Анастасии Ивлеевой в рамках шоу «AgentShow» вышел выпуск с Иваном Ржевским, в котором он рассказал, что ещё до обретения популярности сожительствовал в Севастополе с молодой девушкой по имени Маша, с которой он расстался после её измены.
В 2023 году состоялся развод Ржевского с его официальной женой Анастасией Минаевой.

## Стиль и образ
Своими вдохновителями в творчестве и образе называет Скриптонита, Макса Коржа, Канье Уэста, Майкла Джексона, Queen, The Beatles, AC/DC, Scorpions, Kiss, Фрэнка Синатру и Рэя Чарльза.

## Дискография

### Студийные альбомы
| Название                    | Детали                                                                                  | Список треков |
| --------------------------- | --------------------------------------------------------------------------------------- | --- |
| «Божественная комедия»      | - Релиз: 22 апреля 2022 - Лейбл: Banana Music - Формат: цифровая дистрибуция, стриминг  | Список 1. «Данте» 2. «Grey» 3. «Чёрное вино» 4. «Let's Play» 5. «Отче» 6. «Шутка» 7. «Калипсо» 8. «Su Casa» 9. «Dominator»                      |
| «Клуб анонимных романтиков» | - Релиз: 25 августа 2023 - Лейбл: Banana Music - Формат: цифровая дистрибуция, стриминг | Список 1. «Идиот» 2. «Мэрилин» 3. «Мотыльки» 4. «Vetements» 5. «Оставь бокал» 6. «Тюлени» 7. «Комплименты» 8. «Целуй на светофорах» 9. «Шапито» |

### Синглы
Информация о чартах обновлена в ноябре 2022 года.
| Год                                                                                               | Название                                | Высшие позиции в чартах | Высшие позиции в чартах | Высшие позиции в чартах | Высшие позиции в чартах | Высшие позиции в чартах          | Высшие позиции в чартах | Высшие позиции в чартах | Альбом                 |
| Год                                                                                               | Название                                | iTunes                  | Spotify                 | YouTube                 | Apple Music             | Shazam                           | Deezer                  | TikTok                  | Альбом                 |
| ------------------------------------------------------------------------------------------------- | --------------------------------------- | ----------------------- | ----------------------- | ----------------------- | ----------------------- | -------------------------------- | ----------------------- | ----------------------- | ---------------------- |
| 2021                                                                                              | «Помоги»                                | —                       | —                       | —                       | —                       | —                                | —                       | —                       | Вне альбома            |
| 2021                                                                                              | «Мармеладный дом»                       | —                       | 135                     | —                       | —                       | —                                | —                       | —                       | Вне альбома            |
| 2021                                                                                              | «Любовь и роботы»                       | —                       | —                       | —                       | —                       | —                                | —                       | —                       | Вне альбома            |
| 2021                                                                                              | «Figaro»                                | —                       | —                       | —                       | —                       | —                                | —                       | —                       | Вне альбома            |
| 2022                                                                                              | «Let’s Play»                            | —                       | —                       | —                       | —                       | —                                | —                       | —                       | «Божественная комедия» |
| 2022                                                                                              | «Baby Gangsta»                          | —                       | —                       | —                       | —                       | —                                | —                       | —                       | Вне альбома            |
| 2022                                                                                              | «Плакса»                                | —                       | —                       | —                       | —                       | —                                | —                       | —                       | Вне альбома            |
| 2022                                                                                              | «Za paru sec»                           | —                       | —                       | —                       | —                       | —                                | —                       | —                       | Вне альбома            |
| 2022                                                                                              | «Моя хулиганка»                         | 7 8 13                  | 13                      | 18                      | 1 2 8 10 14 48 57       | 1 19 47 65 80 90 107 123 128 196 | 89                      | 1 5 8 18 20 24 66       | Вне альбома            |
| 2022                                                                                              | «Последний день на земле»               | —                       | —                       | —                       | —                       | —                                | —                       | —                       | Вне альбома            |
| 2022                                                                                              | «Baby Gangsta (Rock Version)»           | —                       | —                       | —                       | —                       | —                                | —                       | —                       | Вне альбома            |
| 2022                                                                                              | «Оставь бокал»                          | —                       | —                       | —                       | —                       | —                                | —                       | —                       | Вне альбома            |
| 2022                                                                                              | «Моя хулиганка (Fleur Noir Remix)»      | —                       | —                       | —                       | —                       | —                                | —                       | —                       | Вне альбома            |
| 2023                                                                                              | «Мания»                                 | —                       | —                       | —                       | —                       | —                                | —                       | —                       | Вне альбома            |
| 2023                                                                                              | «Компас»                                | —                       | —                       | —                       | —                       | —                                | —                       | —                       | Вне альбома            |
| 2023                                                                                              | «Сердце в огне» (совм. с Иваном Рейсом) | —                       | —                       | —                       | —                       | —                                | —                       | —                       | Вне альбома            |
| Символ «—» означает отсутствие информации о чартерности и/или само отсутствие чартерности сингла. |                                         |                         |                         |                         |                         |                                  |                         |                         |                        |

## Номинации и премии
| Год  | Премия        | Номинант   | Номинация           | Результат | Ист.   |
| ---- | ------------- | ---------- | ------------------- | --------- | ------ |
| 2021 | Сноб          | Xolidayboy | Сам себе музыкант   | Номинация | [ 16 ] |
| 2024 | Премия Муз-ТВ | Xolidayboy | Прорыв года         | Победа    | [ 17 ] |
| 2024 | Премия Муз-ТВ | «Океаны»   | Лучшая Cover-версия | Номинация | [ 18 ] |